# Ceyx
Ceyx is een geslacht van vogels uit de familie van de ijsvogels (Alcedinidae).De wetenschappelijke naam van het geslacht is voor het eerst geldig gepubliceerd in 1799 door Lacépède. Het geslacht is nauw verwant aan het geslacht Alcedo.

## Kenmerken
De soorten uit dit geslacht zijn allemaal betrekkelijk klein. Een rode snavel is een gemeenschappelijk kenmerk van Ceyxsoorten.

## Verspreiding en leefgebied
Zij komen voor van Zuidoost-Azië tot op de Salomoneilanden en het noorden van Australië.

## Naamgeving
De naam Ceyx is —net als Halcyon— ontleend aan een figuur uit de Griekse mythologie (Κήϋξ, de echtgenoot van Alkyone).

## Soorten
De volgende soorten zijn bij het geslacht ingedeeld:
- Ceyx argentatus  – Zuidelijke zilverdwergijsvogel
- Ceyx azureus  – Azuurijsvogel
- Ceyx cajeli  – Burudwergijsvogel
- Ceyx collectoris  – New-Georgiadwergijsvogel
- Ceyx cyanopectus  – Blauwborstdwergijsvogel
- Ceyx dispar  – Manusdwergijsvogel
- Ceyx erithaca  – Zwartrugdwergijsvogel
- Ceyx fallax  – Sulawesidwergijsvogel
- Ceyx flumenicola  – Noordelijke zilverdwergijsvogel
- Ceyx gentianus  – Makiradwergijsvogel
- Ceyx lepidus  – Molukse dwergijsvogel
- Ceyx margarethae  – Mindanaodwergijsvogel
- Ceyx meeki  – Noord-Salomonsdwergijsvogel
- Ceyx melanurus  – Filipijnse dwergijsvogel
- Ceyx mulcatus  – New-Irelanddwergijsvogel
- Ceyx nigromaxilla  – Guadalcanaldwergijsvogel
  - C. n. malaitae – Malaitadwergijsvogel
- Ceyx pusillus  – Papoeaijsvogel
- Ceyx rufidorsa  – Roodrugdwergijsvogel
- Ceyx sacerdotis  – New-Britaindwergijsvogel
- Ceyx sangirensis  – Sangirdwergijsvogel
- Ceyx solitarius  – Papoeadwergijsvogel
- Ceyx wallacii  – Suladwergijsvogel
- Ceyx websteri  – Bismarckdwergijsvogel